# Pasażowalne encefalopatie gąbczaste
Pasażowalne encefalopatie gąbczaste (ang. Transmissible spongiform encephalopathies, TSE), choroby prionowe – choroby układu nerwowego ludzi i zwierząt spowodowane nagromadzeniem nieprawidłowo pofałdowanych białek zwanych prionami.

## Etiopatogenezai postacie
Przyczyną zakaźnych encefalopatii gąbczastych są priony – zmienione białka powszechnie występujące w komórkach nerwowych, różniące się od ich fizjologicznych odpowiedników tylko niewłaściwą strukturą przestrzenną. Białka takie mogą powstawać na skutek somatycznej (więc niedziedzicznej) mutacji genu je kodującego, a także bez występowania mutacji wskutek powolnego, samorzutnego przekształcania się białek prawidłowych w nieprawidłowe lub też na skutek odziedziczenia wadliwego genu. Ponadto w pewnych warunkach wszczepienie zdrowemu człowiekowi lub zwierzęciu białka prionowego (od chorego zwierzęcia lub człowieka) powoduje narastanie ilości zmienionego białka i w rezultacie pojawienie się objawów encefalopatii gąbczastej. Pozwala to podzielić choroby prionowe na sporadyczne, rodzinne i przepasażowane.
| Ważniejsze choroby prionowe człowieka                                              | |                                                                                                |
| Choroba sporadyczna                                                                | Choroba rodzinna | Choroba przepasażowana                                                                         |
| Choroba Creutzfeldta-Jakoba, postać sporadyczna (sCJD) (ok. 85–90% przypadków CJD) | Choroba Creutzfeldta-Jakoba, postać rodzinna (fCJD), w tym zespół Gerstmanna-Sträusslera-Scheinkera (GSS) (ok. 10–15% przypadków CJD) | Choroba Creutzfeldta-Jakoba, postacie przepasażowane – jatrogenna (iCJD) i nowy wariant (vCJD) |
| Śmiertelna bezsenność – przypadki spontaniczne (sFI)                               | Śmiertelna rodzinna bezsenność (FFI)                                                                                                  |                                                                                                |
|                                                                                    | | Kuru (nie występuje)                                                                           |

Prawidłowe białko prionowe, określane jako PrP-C (ang. cellular prion-related protein – komórkowe białko powiązane z prionem) ma masę 30kD i występuje w błonach komórkowych wielu tkanek, w tym bardzo obficie w błonie komórek nerwowych. Jego fizjologiczna funkcja nie została jak do tej pory poznana. Białko to kodowane jest przez gen PRNP zlokalizowany na 20 chromosomie. Białko patologiczne – PrP-Sc (od scrapie, pierwszej opisanej choroby prionowej), w przeciwieństwie do PrP-C jest nierozpuszczalne w wodzie oraz oporne na działanie proteaz, czyli enzymów trawiących białka. Fizjologiczne białko prionowe w swej strukturze przestrzennej posiada trzy α-helisy i dwie tzw. β-harmonijki, przypuszcza się, że w trakcie przekształcania PrP-C w PrP-Sc następuje zmiana właśnie struktury przestrzennej dając w rezultacie białko bogate w beta-harmonijki. Przebieg tego zjawiska nie jest znany. PrP-Sc mają możliwość wymuszania zmiany konformacji przestrzennej białek PrP-C, mechanizm tego zjawiska jest jednak również niewiadomy. W patologii znaczenie ma postępujący, podostry przebieg „zakażeń” – z biegiem czasu wzrasta ilość białka PrP-Sc, stąd nie dziwi że choroby prionowe są chorobami najczęściej osobników starych.
Pojawienie się białek nieprawidłowych prawdopodobnie nie stymuluje jakiejkolwiek odpowiedzi immunologicznej.
Postacie wrodzone występują szczególnie często w niektórych nacjach – u Żydów z Libanu zapadalność jest 30-krotnie większa niż przeciętna.
Postacie przepasażowane u ludzi występują bardzo rzadko. Obecnie związane mogą być albo z działalnością medyczną (głównie: leczenie hormonem wzrostu lub gonadotropiną uzyskaną z ludzkich przysadek, implantacje opony twardej, rogówki), albo z nowym wariantem CJD gdzie dochodzi do przeniesienia zakażenia ze zwierząt (bydła z BSE) na ludzi. Najprawdopodobniej historycznym przykładem jest kuru, choroba występująca u nowogwinejskiego plemienia praktykującego rytualny kanibalizm.

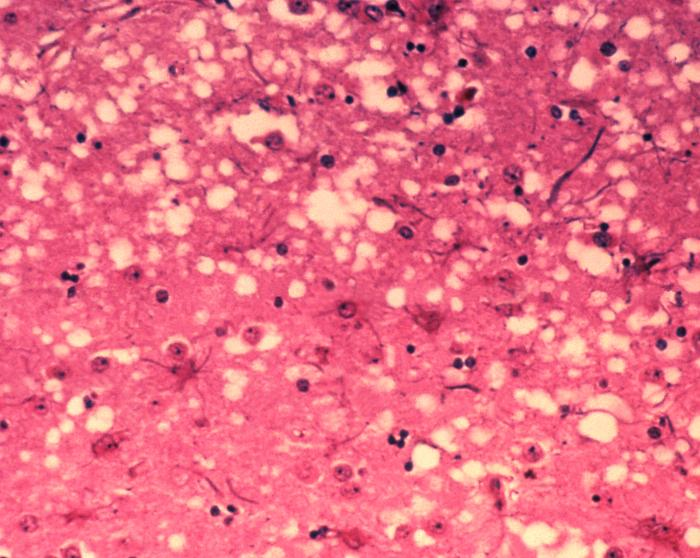
Zmiany w tkance mózgowej krowy chorej na BSE

## Historia
Pierwszą chorobą prionową była scrapie (od ang. „drapać”) w Polsce nazywana chorobą kłusową występująca u owiec w Islandii, zaś pierwszą wykrytą TSE człowieka była kuru (inaczej curu, od „drżeć”) u plemienia kanibali z Nowej Gwinei. Odkrywcą prionów był S. Prusiner, który za swoje prace otrzymał w 1997 roku nagrodę Nobla z dziedziny medycyny.

## Przykłady chorób TSE i ich nazewnictwo polskie i angielskie
| Skrót | Nazwa polska                             | Nazwa angielska                         | Nazwa zwyczajowa       | Gatunek, u którego choroba występuje |
| ----- | ---------------------------------------- | --------------------------------------- | ---------------------- | ------------------------------------ |
| CJD   | Choroba Creutzfeldta-Jakoba              | Creutzfeldt-Jakob Disease               |                        | Człowiek                             |
| vCJD  | Nowy wariant choroby Creutzfeldta-Jakoba | variant Creutzfeldt-Jakob Disease       |                        | Człowiek                             |
|       | Kuru                                     | Curu, pisane także przez K              | Śmiejąca się śmierć    | Człowiek                             |
| FFI   | Śmiertelna bezsenność rodzinna           | Fatal familial insomnia                 |                        | Człowiek                             |
| GSS   | Zespół Gerstmanna-Sträusslera-Scheinkera | Gerstmann-Sträussler-Scheinker syndrome |                        | Człowiek                             |
| BSE   | Encefalopatia gąbczasta bydła            | Bovine spongiform encephalopathy        | Choroba szalonych krów | Bydło                                |
|       | Kołowacizna owiec                        | Scrapie                                 |                        | Owca                                 |
| TME   | Pasażowalna encefalopatia norek          | Transmissible mink encephalopathy       |                        | Norka amerykańska                    |
| CWD   | Przewlekła choroba wyniszczająca         | Chronic wasting disease                 |                        | Jeleniowate                          |
| FSE   | Encefalopatia gąbczasta kotów            | Feline spongiform encephalopathy        |                        | Kot                                  |
| EUE   | brak polskiej nomenklatury               | Exotic ungulate encephalopathy          |                        | Niala, Kudu                          |

## Klasyfikacja ICD10
| kod ICD10     | nazwa choroby                                                           |
| ------------- | ----------------------------------------------------------------------- |
| ICD-10: A81   | Zakażenie powolnymi wirusami ośrodkowego układu nerwowego               |
| ICD-10: A81.0 | Choroba Jacoba-Creutzfeldta                                             |
| ICD-10: A81.8 | Inne zakażenia powolnymi wirusami ośrodkowego układu nerwowego          |
| ICD-10: A81.9 | Zakażenia powolnymi wirusami ośrodkowego układu nerwowego, nieokreślone |